# Якти-Куль (Абзеліловський район)
Я́кти-Куль (рос. Якты-Куль, башк. Яҡты Күл) — присілок (в минулому селище) у складі Абзеліловського району Башкортостану, Росія. Входить до складу Ташбулатовської сільської ради.
Населення — 418 осіб (2010; 439 в 2002).
Національний склад:
- башкири — 60%
- росіяни — 27%